# 科澤利夫卡
51°53′23″N 32°43′59″E / 51.88972°N 32.73306°E
科澤利夫卡（烏克蘭語：Козилівка），是烏克蘭北部的村莊，隸屬切爾尼希夫州的科留基夫卡區。該村始建於1500年，面積5.18平方公里，海拔高度156米，2001年人口1,058，人口密度每平方公里204.4人。